# Tordasi Ildikó
Tordasi Ildikó (szül.: Schwarczenberger Ildikó, Budapest, 1951. szeptember 9. – Budapest, 2015. július 13.) magyar olimpiai bajnok vívó. Az MTK a VM Egyetértés és az MTK-VM sportolója volt. Három olimpián vett részt.
1970-ben az Ifjúsági Barátság Versenyen második volt egyéniben. A következő évben a felnőtt válogatott tagjaként csapatban második, egyéniben negyedik volt a világbajnokságon. A junior vb-n aranyérmes lett. 1972-ben Münchenben a Bóbis Ildikó, Rónay Ildikó, Szolnoki Mária, Tordasi Ildikó összetételű tőr csapat ezüstérmet szerzett, a döntőben a szovjet csapattal szemben maradtak alul, a harmadik helyen a román tőrcsapat végzett.
A világbajnokságokon 1973-ban csapatban első, egyéniben második, 1974-ben mindkét versenyszámban második, 1975-ben csapatban második volt. 1976-ban Montrealban Tordasi egyéniben olimpiai bajnok lett, a döntőben az olasz Maria Collinót győzte le. Csapatban, Bóbis Ildikó, Kovács Edit, Tordasi Ildikó és Maros Magda összetételben a harmadik helyen végeztek, a szovjet és a francia csapat mögött.
1977-ben egyéniben bronzérmes, csapatban negyedik lett a vb-n. Az universiaden bronzérmes lett. 1978-ban helyezetlen volt a vb-n. A következő évben csapatban második, egyéniben harmadik lett a világbajnokságon. Utolsó olimpiáján, 1980-ban Moszkvában a Kovács Edit, Maros Magda, Stefanek Gertrúd, Szőcs Zsuzsanna és Tordasi Ildikó tőrcsapat bronzérmet szerzett, a dobogó első két fokán a francia és a szovjet csapatok végeztek. 1981-ben és 1982-ben vb-ezüstérmet szerzett csapatban. 1982-ben negyedik helyezést ért el az Európa-bajnokságon. Edzője Szőcs Bertalan volt.
Visszavonulása után edzői pályára lépett, az MTK utánpótlás-edzője lett.

## Díjai, elismerései
- Az év magyar ifjúsági sportolónője (1971)
- Az év magyar sportolónője (1973, 1976)
- Az év magyar vívója (1973, 1976, 1977, 1979)